# Плейоне
Плейоне (Pleione) е род многогодишни наземни и епифитни растения от семейство Орхидеи.
Те цъфтят с големи и атрактивни цветове, доста надхвърлящи средния размер на цъфтеж за такъв тип миниатюрни растения. За разлика от повечето орхидеи с псевдобулби, плейонето притежава едногодишни псевдобулби.

## Описание
Представляват симподиални, земни орхидеи. Цветовете на плейонетата си приличат. Най-атрактивният елемент от формата на цвета е устната и често по нея се идентифицират различните им видове.
Различават се основно по броя на листата и формата и цвета на псевдобулбите. Пролетноцъфтящите видове (напр. P. formosana) имат само по 1 листо, докато есенноцъфтящите (като например P. praecox и P. scopulorum) имат по 2 листа. Малките псевдобулби са с яйцевидна до конусообразна форма и цветът им може да варира от зелен до червеникаво-кафяв. 
Обвивката на новия растеж може да варира от зелен до червеникав. Понякога са издути (P. maculata). Листата понякога достигат и до 25 см дължина, израстват от върха на новата псевдобулба и имат остър връх. Цветоносът обикновено цъфти с 1 или 2 цвята и излиза от върха на новия растеж. Това става или веднага щом започне новият растеж през пролетта (P. formosana) или когато листата покафенеят през есента (P. praecox). Цветовете са с размер около 7.5 cm и варират в гамата на лилаво-розовото, макар че има и бели и жълти видове.

## Разпространение и култивация
В природни условия се среща в Тайван, Китай и Непал, части от Тайланд, Мианмар, Лаос и Виетнам. Много популярни са като стайни растения в Англия, Западна Европа и Америка. Известни са множество хибриди. Имената им могат да се проверят в сайта на Кралската ботаническа градина, Лондон - Royal Botanic Garden Kew-London. 
Тези растения са сравнително лесни са за отглеждане и методите за отглеждане на отделните видове си приличат. Отглеждат се в култивация - в оранжерии или в дворове, тъй като са терестрийни (средата за отглеждането им е пръст).
- Pleione
Растението е дребно, но цветовете са големи
- Pleione shantung
 Плейоне „Шантунг“
- Pleione Doreen
 Плейоне „Дорийн“
- Plejone Piton
 Плейоне „Питон“

## Класификация
Родът за първи път е описан от Дейвид Дон през 1825 г. въз основа на представители на Pleione praecox и Pleione humilis, макар че и двата вида плейонета не са най-типичните представители на този род. Същите цветя дотогава са били определяни като Epidendrum на Смит. По-късно, плейонетата са класифицирани от Линдли към Celogine и през 1903 г. Ролф възкресява името Плейоне. Дон кръщава този род на океанидата Плейона, майката на Плеядите в древногръцката митология.
Броят на описваните видове и естествени хибриди варира в значителна степен при различните публикации.

### Видове
- Pleione albiflora (China – W. Yunnan to N. Myanmar).
- Pleione aurita (China – W. Yunnan).
- Pleione braemii (China – Yunnan).
- Pleione bulbocodioides (C. China to SE. Tibet)
- Pleione chunii (S. China).
- Pleione coronaria (C. Nepal).
- Pleione formosana: Taiwan Pleione (SE. China, N. & C. Taiwan).
- Pleione forrestii (China – NW. Yunnan) – to N. Myanmar).
- Pleione grandiflora (China ( – S. Yunnan to NW. Vietnam).
- Pleione hookeriana (Nepal to China – SE. Yunnan to N. Guangdong – to Indo-China)
- Pleione humilis (C. Himalaya to Myanmar).
- Pleione limprichtii: Hardy Chinese Orchid (China – C. Sichuan).
- Pleione maculata (C. Himalaya to China – W. Yunnan).
- Pleione microphylla (China – Guangdong).
- Pleione pleionoides (C. China).
- Pleione praecox (WC. Himalaya to China – S. Yunnan). (type species)
- Pleione saxicola (E. Bhutan to China – NW. Yunnan).
- Pleione scopulorum (India – NE. Arunachal Pradesh to China – NW. Yunnan).
- Pleione vietnamensis (SC. Vietnam).
- Pleione yunnanensis (SC. China to N. Myanmar).

### Естествени хибриди
- Pleione × barbarae (P. bulbocodioides × P. grandiflora) (China – SE. Yunnan to N. Vietnam).
- Pleione × christianii (P. yunnanensis × P. forrestii) (China – W. Yunnan).
- Pleione × confusa (P. albiflora × P. forrestii) (China – W. Yunnan).
- Pleione × kohlsii (P. aurita × P. forrestii) (China – W. Yunnan).
- Pleione × lagenaria (P. maculata × P. praecox).(Assam to China – W. Yunnan).
- Pleione × taliensis (P. bulbocodioides × P. yunnanensis) (China – W. Yunnan).